# 陳唐山
陳 唐山（ちん とうざん、チェン タンシャン、1935年9月16日 - ）は、中華民国（台湾）の政治家。国家安全会議秘書長、総統府秘書長、外交部長、台南県長等を歴任。

## プロフィール

### 経歴
1959年に台湾大学大気物理学科を卒業し、その後渡米。1966年にオクラホマ大学で修士号、1972年にパデュー大学で博士号を取得した。1973年から1992年までの19年間、アメリカ合衆国商務省に勤務し、人工衛星から得られたデータの分析やアジア資源センターの主任、アメリカ国際開発センターの理事を務めた。
一方で、在米中に台湾独立運動に携わり始め、1966年には蔡同栄らと全米台湾独立連盟（1970年に各国の同様の組織と合併し台湾独立連盟が成立〈1987年に台湾独立建国連盟へ改称〉）を結成した。また1974年に世界台湾同郷会が発足すると、陳唐山は1979年から1984年まで会長を務めた。
こうした活動から当時の国民党政府によってブラックリストにリストアップされ帰国できずにいたが、1987年に一時帰国が許され、1990年の国是会議に参加する機会を得た。また「海外台湾人返郷運動」を開始し、台湾独立建国連盟のメンバーの帰国を支援した。1992年、陳唐山は民主進歩党に入党し、同年の立法委員選挙で当選を果たした。
2007年9月21日、首長特別費（交際費）を偽造した領収書で引き出し、不正に使用したとして横領罪などの容疑で、呂秀蓮副総統、游錫堃民進党主席らと共に台湾の検察当局に起訴された。
2020年8月2日、立法委員時代に公司法改正により遠東SOGOの経営権を奪還しようとした元経営者から賄賂を受け取ったとして、台北地方検察署の捜査を受けた。

### 学歴
- 国立嘉義高級中学
- 台湾大学大気物理学科学士
- オクラホマ大学修士
- パデュー大学博士

## 選挙記録
| 年度 | 選挙               | 選挙区           | 所属政党   | 得票数    | 得票率 | 当選 | 注釈 |
| ---- | ------------------ | ---------------- | ---------- | --------- | ------ | ---- | ---- |
| 1992 | 第2回立法委員選挙  | 僑居国外国民     | 民主進歩党 | 2,944,195 | 31.03% |      |      |
| 1993 | 第12回台南県長選挙 | 台南県           | 民主進歩党 | 275,317   | 53.99% |      |      |
| 1997 | 第13回台南県長選挙 | 台南県           | 民主進歩党 | 328,641   | 65.73% |      |      |
| 2001 | 第5回立法委員選挙  | 台南県選挙区     | 民主進歩党 | 60,654    | 11.38% |      |      |
| 2012 | 第8回立法委員選挙  | 台南市第五選挙区 | 民主進歩党 | 120,401   | 52.23% |      |      |

## エピソード
外交部長時代の2004年9月27日、シンガポールのジョージ・ヨー外相が国連総会の場で「一つの中国」を支持する発言をしたことに対して、シンガポールについて「鼻くそのような大きさの国」と述べ、さらに台湾語のスラングを使い「中国に金玉（睾丸）を捧げた（中国に媚びへつらった）」と発言したことが報道され、政治問題化した。陳唐山は翌日、この表現について外交部を通じ陳謝した。
南台科技大学特別招聘名誉教授、長栄大学兼任教授を務めたことがある。

## 親族
陳の義兄（姉の夫）は日本の参議院議員の蓮舫のいとこおじ（父親の従兄弟）であるため、蓮舫は陳を「おじさん」と呼んでいる。